# Гі Носбом
Гі Носбом (фр. Guy Nosbaum, 18 травня 1930 — 13 серпня 1996) — французький академічний веслувальник.
Срібний призер Олімпійських Ігор 1960 року в складі розпашної четвірки зі стерновим, учасник 1952 року.
Чемпіон Європи 1953 року в складі розпашної двійки зі стерновим.